# Ostoja Masłowiczki
Ostoja Masłowiczki (kod PLH220062) – obszar mający znaczenie dla Wspólnoty (OZW) w ramach sieci Natura 2000 powołany Decyzją Komisji z dnia 10 stycznia 2011 r. w sprawie przyjęcia na mocy dyrektywy Rady 92/43/EWG czwartego zaktualizowanego wykazu terenów mających znaczenie dla Wspólnoty składających się na kontynentalny region biogeograficzny (2011/64/UE). Ochroną objęto teren o powierzchni 1679,99 ha, obejmujący część morenowego krajobrazu Pojezierza Bytowskiego.
W granicach obszaru wyróżniono następujące siedliska przyrodnicze (w rozumieniu Dyrektywy Rady 92/43/EWG z dnia 21 maja 1992 r. w sprawie ochrony siedlisk przyrodniczych oraz dzikiej fauny i flory): naturalne jeziora eutroficzne z roślinnością typu Magnopotamion lub Hydrocharition, naturalne jeziora i stawy dystroficzne, nizinne łąki kośne z wyczyńcem łąkowym Alopecurus pratensis i krwiściągiem lekarskim Sanguisorba officinalis, czynne torfowiska wysokie, grzęzawiska przejściowe i trzęsawiska, lasy bukowe Luzulo-Fagetum (kwaśne) i Asperulo-Fagetum (żyznered.), subatlantyckie i środkowoeuropejskie lasy dębowe lub grądowe z Carpinion betuli, lasy bagienne i lasy aluwialne z olszą czarną Alnus glutinosa oraz jesionem wyniosłym Fraxinus excelsior.